# 基督教與其他宗教
基督教與其他宗教（Christianity and other religions）記載了基督教與世界其他宗教的關係，以及異同。基督教與猶太教和伊斯蘭教都是亞伯拉罕宗教。

### 猶太教
猶太教只承認舊約聖經，基督教承認舊約聖經及新約聖經。

### 伊斯蘭教
認為耶穌是上帝派來的其中一個使者，而認為穆罕穆德是上帝派來的最後一個使者。